# Handley-Page Hampden
Handley-Page Hampden je bil britanski srednji bombnik druge svetovne vojne.
Letalo so pozneje uporabljali kot torpedno letalo. Bilo je eno prvih letal RAF (Britansko kraljevo vojno letalstvo), ki se je pojavilo nad Nemčijo. Usmerjevalec bomb je bil v nosu letala, na spodnjem in zgornjem delu trupa pa sta bili strojnici.

## Specifikacije (Hampden Mk I)
Podatki iz Hampden: Defender of Liberty;Air International November 1984, p. 249.
Splošne karakteristike
- Posadka: 4 (pilot, navigator/namerilnik, in dva strojničarja)
- Dolžina: 53 ft 7 in (16,32 m)
- Razpon kril: 69 ft 2 in (21,09 m)
- Višina: 14 ft 11 in (4,55 m)
- Površina kril: 668 sq ft (62,1 m2)
- Teža praznega letala: 12764 lb (5789 kg)
- Maks. vzletna teža: 22500 lb (10206 kg)
- Pogon letala: 2 ×  9-valjni radialni motor Bristol Pegasus XVIII, 1000 KM (754 kW)  vsak

 Zmogljivost 
- Maks. hitrost: 247 mph (215 vozlov, 397 km/h) na višini 13800 ft (4210 m)
- Potovalna hitrost: 206 mph (179 vozlov, 332 km/h) na višini 15000 ft (4580 m)
- Doseg: 1720 milj (1496 nmi, 2768 km) (maks. gorivo in 910 kg bomb, hitrost 332 km/h)
- Višina leta: 19000 ft (5790 m)
- Hitrost vzpenjanja: 980 ft/min (300 m/min)

Oborožitev

- Strelno orožje: 

  - 1 × .303 in (7,7 mm) M1919 Browning strojnica v nosu
  - 3–5 Vickers K strojnic
- Bombe: Do 1800 kg bomb, torepdov ali morskih min